# Calle 46 (línea Queens Boulevard)
Cale 46 es una estación en la línea Queens Boulevard del Metro de Nueva York de la División B del Independent Subway System (IND). La estación se encuentra localizada en Astoria, Queens entre la Calle 46 y Broadway. La estación es servida en varios horarios por diferentes trenes del servicio ,  y .

## Historia
La línea Queens Boulevard fue una de las primeras líneas construidas por el Independent Subway System (IND), propiedad de la ciudad,y se extiende entre la línea IND de la Octava Avenida en Manhattan y la calle 179 y la avenida Hillside en Jamaica, Queens. La línea Queens Boulevard fue financiada en parte por un préstamo y una subvención de 25 millones de dólares de la Administración de Obras Públicas (PWA). Una de las estaciones propuestas se habría situado en la calle 46.